# Hyloniscus parnesius
Hyloniscus parnesius är en kräftdjursart som beskrevs av Karl Wilhelm Verhoeff1939. Hyloniscus parnesius ingår i släktet Hyloniscus och familjen Trichoniscidae. Inga underarter finns listade i Catalogue of Life.